# Beat Hotel
Beat Hotel är den svenska artistens Mauro Scoccos åttonde studioalbum. 
Albumet släpptes år 2003 av Diesel Records.

## Låtlista
1. "En Gång Var Jag Kung" – 3:15
2. "Skyldig" – 3:52
3. "Sommar I Stockholm" – 3:43
4. "Den 11:e" – 3:51
5. "Han Måste Undra" – 5:15
6. "Säg Ingenting" – 3:29
7. "Rullat Med Dom Bästa" – 3:32
8. "Fortfarande Här" – 4:19
9. "En Sprucken Vas" – 5:14
10. "Som Ett Träd I Snön" – 3:59
11. "Lev Nu" – 3:52

## Listplaceringar
| Lista (2003) | Topplacering |
| ------------ | ------------ |
| Sverige      | 5            |